# The Beach Boys in Concert
Ne doit pas être confondu avec Beach Boys Concert.
Albums de The Beach Boys
Holland
(1973) Endless Summer
(1974)
The Beach Boys in Concert est un album des Beach Boys sorti en 1973. Ce double album se compose de chansons enregistrées durant deux tournées américaines du groupe, durant l'hiver 1972 et l'été 1973.

## Titres
Toutes les chansons sont de Brian Wilson et Mike Love, sauf mention contraire.

### Face 1
| No | Titre                                                                                  | Durée |
| -- | -------------------------------------------------------------------------------------- | ----- |
| 1. | Sail On, Sailor (Brian Wilson, Tandyn Almer, Ray Kennedy, Jack Rieley, Van Dyke Parks) | 3:21  |
| 2. | Sloop John B (trad. arr. Brian Wilson)                                                 | 3:12  |
| 3. | The Trader (Carl Wilson, Rieley)                                                       | 4:46  |
| 4. | You Still Believe in Me (Brian Wilson, Tony Asher)                                     | 2:58  |
| 5. | California Girls                                                                       | 2:57  |
| 6. | Darlin'                                                                                | 2:21  |

### Face 2
| No | Titre                                                                | Durée |
| -- | -------------------------------------------------------------------- | ----- |
| 1. | Marcella (Brian Wilson, Almer, Rieley)                               | 3:55  |
| 2. | Caroline, No (Brian Wilson, Asher)                                   | 3:04  |
| 3. | Leaving This Town (Carl Wilson, Ricky Fataar, Blondie Chaplin, Love) | 6:59  |
| 4. | Heroes and Villains (Brian Wilson, Parks)                            | 3:51  |

### Face 3
| No | Titre                                           | Durée |
| -- | ----------------------------------------------- | ----- |
| 1. | Funky Pretty (Brian Wilson, Rieley, Love)       | 4:04  |
| 2. | Let the Wind Blow                               | 4:22  |
| 3. | Help Me, Rhonda                                 | 4:59  |
| 4. | Surfer Girl (Brian Wilson)                      | 2:35  |
| 5. | Wouldn't It Be Nice (Brian Wilson, Asher, Love) | 2:45  |

### Face 4
| No | Titre                                            | Durée |
| -- | ------------------------------------------------ | ----- |
| 1. | We Got Love (Fataar, Chaplin, Love)              | 5:25  |
| 2. | Don't Worry Baby (Brian Wilson, Roger Christian) | 3:11  |
| 3. | Surfin' U.S.A. (Chuck Berry, Brian Wilson)       | 2:49  |
| 4. | Good Vibrations                                  | 4:49  |
| 5. | Fun, Fun, Fun                                    | 3:16  |

## Musiciens

### The Beach Boys
- Al Jardine : chant, guitare
- Mike Love : chant, tambourin, thérémine
- Carl Wilson : chant, guitare, piano électrique
- Dennis Wilson : chant, piano électrique, Moog
- Blondie Chaplin : guitare, basse, chant
- Ricky Fataar : batterie, guitares, flûte, chant

### Musiciens supplémentaires
- Ed Carter : basse, guitare
- Billy Hinsche : piano, guitare
- Robert Kenyatta : percussions
- Mike Kowalski (en) : batterie, percussions
- Carli Muñoz (en) : orgue, piano électrique